# Markus Eggler
Markus Eggler, né le 22 janvier 1969 à Thoune, est un curleur suisse. 

## Palmarès

### Jeux olympiques
| Édition    | Salt Lake City 2002 | Vancouver 2010 |
| Classement | Bronze              | Bronze         |

### Championnats du monde
| Édition    | Winnipeg 1991 | Garmisch-Partenkirchen 1992 | Oberstdorf 1994 | Lausanne 2001 | Victoria 2005 | Edmonton 2007 | Moncton 2009 |
| Classement | 5e            | Or                          | Bronze          | Argent        | 7e            | 4e            | 4e           |